# Leptodactylus peritoaktites
Leptodactylus peritoaktites es una especie de anfibio anuro de la familia Leptodactylidae.

## Distribución geográfica
Esta especie es endémica del Ecuador. Habita en las provincias de Esmeraldas, Manabí, Pichincha, Santo Domingo de los Tsáchilas, Cotopaxi, Azuay y Guayas.

## Descripción
Leptodactylus peritoaktites mide de 124 a 147 mm para los machos y de 115 a 133 mm para las hembras.

## Etimología
Su nombre de especie, proviene del griego antiguo περίτος, peritos, que significa "oeste", y ἀκτίτης, aktites, que significa "habitante de la costa", y le fue dado en referencia a su distribución.

## Publicación original
- Heyer, 2005 : Variation and taxonomic clarification of the large species of the Leptodactylus pentadactylus species group (Amphibia: Leptodactylidae) from Middle America, northern South America, and Amazonia. Arquivos de Zoología Sao Paulo, vol. 37, n.º 3, p. 269-348.[6]